# 陣中町
陣中町（じんなかちょう）は、愛知県豊田市の町名。現行行政地名は陣中町1丁目から2丁目。

## 地理
豊田市西部、挙母地区の東部に位置し、東は川端町、西は平芝町、南は竹生町・久保町・日之出町、北は梅坪町に接する。

## 世帯数と人口
2023年（令和5年）1月1日現在の世帯数と人口は以下の通りである。
| 町丁   | 世帯数  | 人口    |
| ------ | ------- | ------- |
| 陣中町 | 800世帯 | 1,549人 |

### 人口の変遷
国勢調査による人口および世帯数の推移。
| 1995年（平成7年）  | 673世帯 1,517人 |  |
| 2000年（平成12年） | 650世帯 1,474人 |  |
| 2005年（平成17年） | 857世帯 1,577人 |  |
| 2010年（平成22年） | 879世帯 1,736人 |  |
| 2015年（平成27年） | 845世帯 1,631人 |  |

## 学区
市立小・中学校に通う場合、学区は以下の通りとなる。
| 番・番地等 | 小学校             | 中学校               | 高等学校普通科 |
| ---------- | ------------------ | -------------------- | -------------- |
| 全域       | 豊田市立挙母小学校 | 豊田市立崇化館中学校 | 三河学区       |

## 歴史

### 沿革
1959年（昭和34年）1月1日 - 挙母市大字挙母・梅坪の各一部より、豊田市陣中町が成立。

## 施設
- クロスモール豊田陣中
  - ヤマナカ豊田陣中店
  - ユニクロクロスモール豊田陣中店

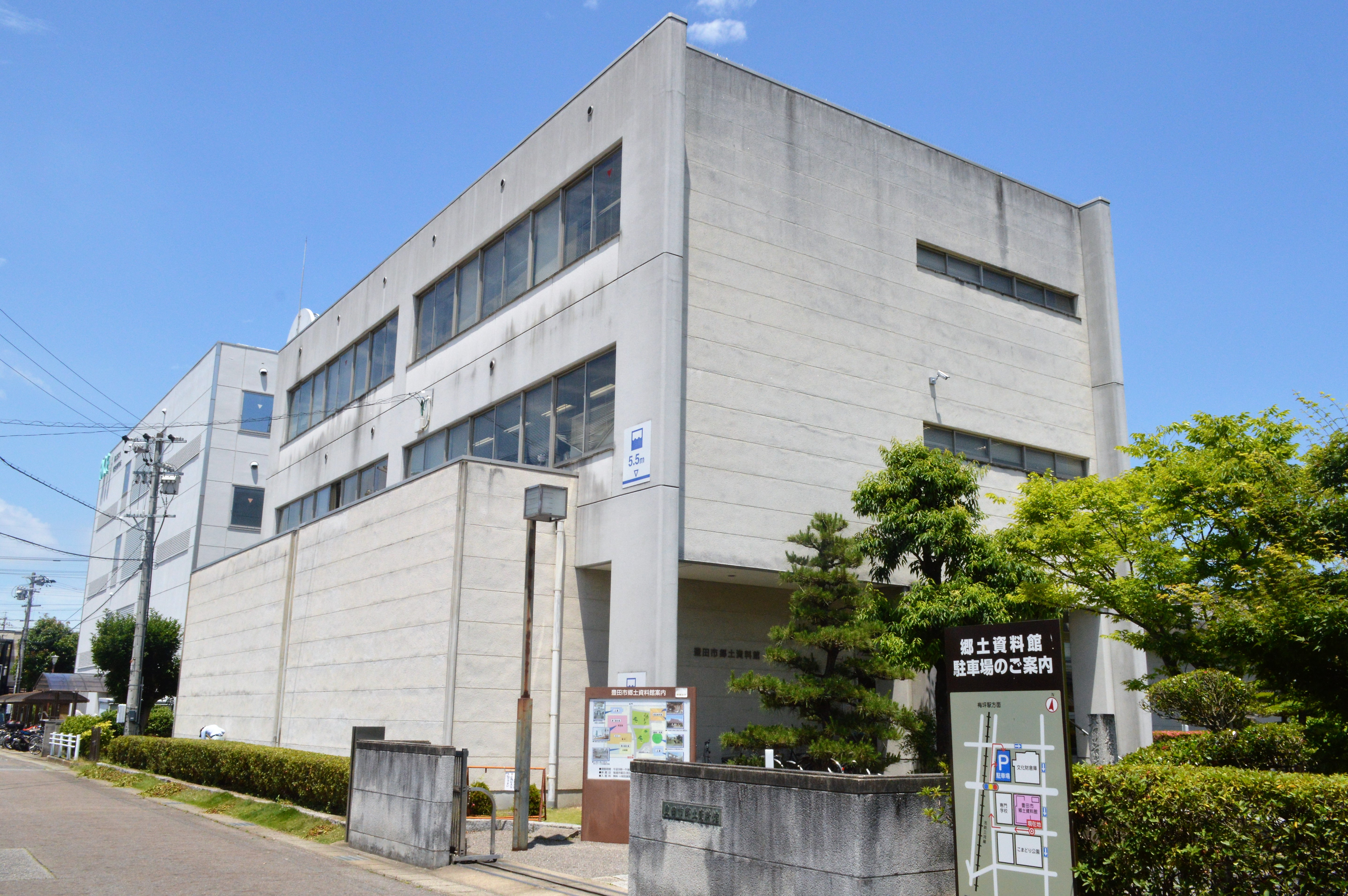
豊田市郷土資料館
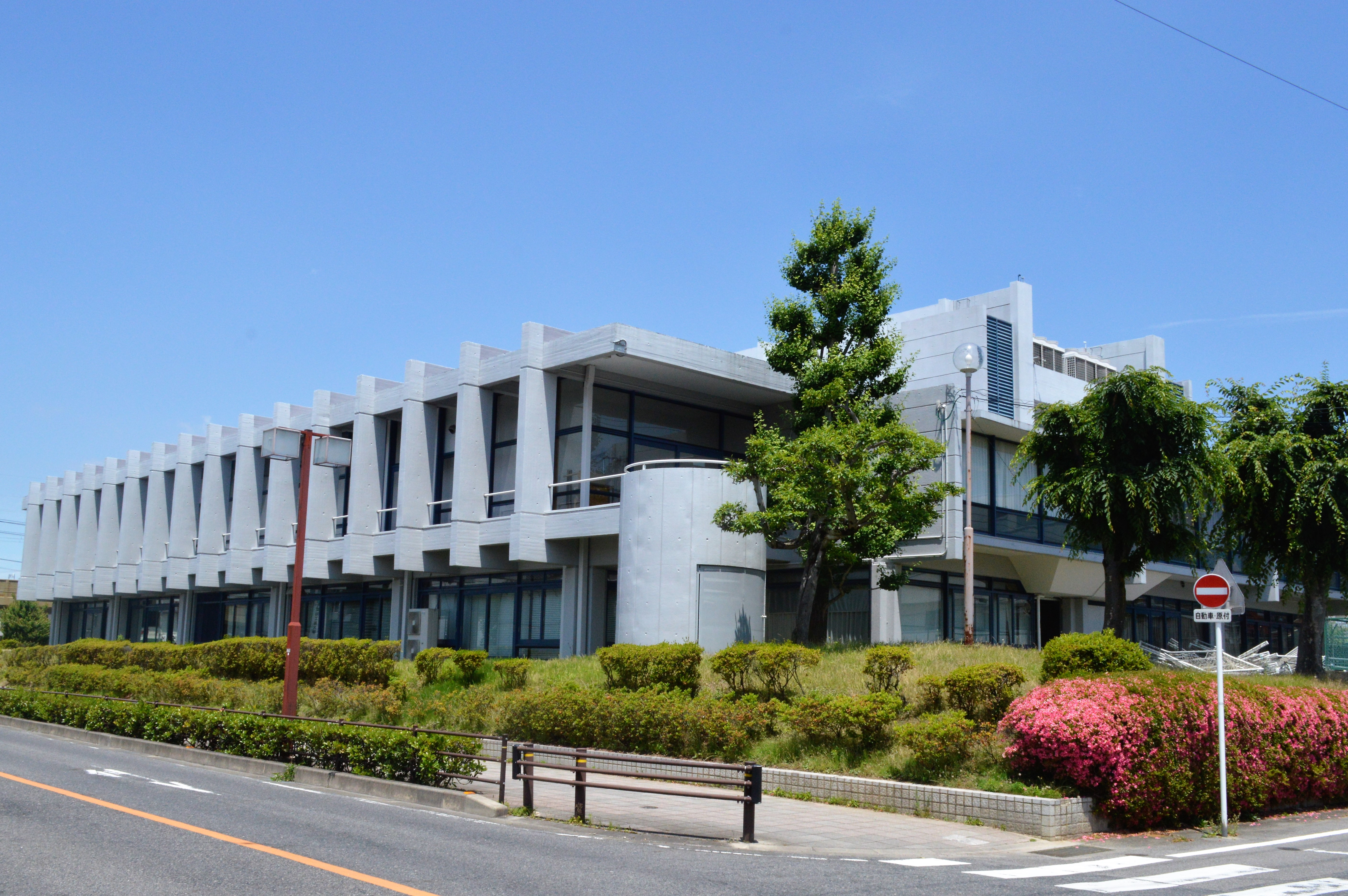
豊田市郷土資料館の文化財倉庫

- 愛知工業大学情報電子専門学校
- 豊田高等職業訓練校
- ひらしば幼稚園
- フェルナ陣中店
- 瀬戸信用金庫豊田支店
- ホテルルートイン豊田陣中
- 共和産業陣中工場
- 陣中公園
- 陣中町ふれあい広場
- こまどり公園
- 陣中神社

- 豊田市郷土資料館本館
- 豊田市郷土資料館の文化財倉庫

## 交通
- 国道153号
- 国道419号（陣中町1丁目北交差点以南は国道153号と重複）

## その他

### 日本郵便
- 郵便番号 : 471-0079[3]（集配局：豊田郵便局[12]）。